# Leonia Nastał
Leonia Nastał (właśc. Maria Nastał; ur. 8 listopada 1903 w Starej Wsi, zm. 10 stycznia 1940 tamże) – polska zakonnica katolicka ze Zgromadzenia Sióstr Służebniczek Najświętszej Maryi Panny Niepokalanie Poczętej, mistyczka, pisarka religijna, Czcigodna Służebnica Boża Kościoła katolickiego oraz głosicielka idei mistycznego niemowlęctwa duchowego. Wstąpiła do Zgromadzenia Sióstr Służebniczek Najświętszej Maryi Panny Niepokalanie Poczętej w Starej Wsi w 1925 roku, mając 22 lata. W latach 30. miała doznać objawień mistycznych Jezusa Chrystusa, podczas których miał jej zostać ukazany sposób życia polegający na pokorze i nieograniczonej ufności Bogu. Ostatnie lata, złożona chorobą, spędziła na leczeniu w Szczawnicy. Zmarła w styczniu 1940 roku w Starej Wsi w opinii świętości. Obecnie toczy się jej proces beatyfikacyjny.

## Życiorys

### Młodość
Maria Nastał urodziła się w Starej Wsi, wsi położonej koło miasteczka Brzozów na Pogórzu Dynowskim na Podkarpaciu. Jej rodzice, Franciszek Nastał (ur. 1879) i Katarzyna z Jopów, byli małorolnymi chłopami. W księgach metrykalnych znajdują się zapisy, iż ojciec Marii był człowiekiem niezrównoważonym, skłonnym do pijaństwa i awantur. Niepodzielnie rządził rodziną i wymagał bezwzględnego posłuszeństwa. Matka natomiast była zrównoważona, pełna pogody ducha i bardzo pobożna; przyszła zakonnica od niej uczyła się religijności poprzez wspólne odmawianie modlitw i czytanie książek religijnych. Maria Nastał miała starszą siostrę Stefanię i młodszego brata Stanisława. Dwoje dalszego rodzeństwa zmarło w dzieciństwie. Wskutek panującej w Galicji biedy, jej ojciec w pierwszych latach XX wieku wyemigrował na 18 lat za pracą do Ameryki. Rodzina utrzymywała się z małego gospodarstwa rolnego, drobnych prac na rzecz innych ludzi oraz pieniędzy przesłanych przez ojca. 
Sakrament chrztu otrzymała w dniu 9 listopada 1903 roku. Rodzicami chrzestnymi zostali Jan Cichoń i Anna Leń. Pierwszą komunię świętą przyjęła 15 czerwca 1911 roku, natomiast 18 listopada tegoż roku otrzymała sakrament bierzmowania z rąk biskupa Karola Fischera. W rodzinnej wsi Marii do dziś znajdują się klasztory jezuitów i sióstr służebniczek. Maria uczęszczała do starowiejskiej szkoły podstawowej w latach 1910–1916. W domu pomagała pasać bydło.
Wybuch I wojny światowej pogorszył i tak trudną sytuację materialną rodziny i spowodował, że kontakt z ojcem urwał się. Matka Marii Nastał, Katarzyna, dostrzegając zdolności młodszej córki, nie chciała, aby ta przerywała naukę i posyłała ją na prywatne lekcje języka angielskiego do Brzozowa. Gdy front odsunął się od rodzinnych okolic, i przyszło listowne pozwolenie ojca, Nastałówna podjęła dalszą naukę w 6-klasowej Szkole Ludowej im. Królowej Jadwigi w Brzozowie w latach 1917–1919 i przerobiła piątą i szóstą klasę. W 1919 roku poprosiła o przyjęcie do Zgromadzenia Sióstr Służebniczek NMP Niepokalanie Poczętej, ale nie mogła zostać przyjęta z powodu sprzeciwu ojca.
W okresie jej młodości duży wpływ mieli na nią prowadzący parafię księża jezuici, w szczególności wielką rolę w jej życiu odegrał o. Kutyba SI, który był jej spowiednikiem i uczył ją ofiarnej miłości do Jezusa Chrystusa i dążenia do doskonałości. Maria Nastał przejęła głęboko religijną podstawę życiową od matki, poprzez rozmowy o Bogu, wspólne czytanie Pisma Świętego i modlitwy. Codziennie przyjmowała komunię świętą. Przekonanie o powołaniu zakonnym miało się u niej pojawić bardzo wcześnie, w wieku zaledwie trzech lat. Mając 18 lat, potajemnie wypaliła sobie rozżarzonym gwoździem imię Jezus na piersiach, co wydało się, gdy w ranę wdało się zakażenie. Ojciec Franciszek, który wrócił z Ameryki w 1921 roku, kategorycznie sprzeciwiał się jej pragnieniu wstąpienia do zakonu, lecz pod wpływem postępku córki z gwoździem, przestał zabiegać o zmianę jej decyzji, choć nie pogodził się z nią. 8 listopada 1921 roku Maria Nastał opuściła dom rodzinny i udała się do klasztoru benedyktynek w Staniątkach, aby uczyć się w tamtejszym seminarium nauczycielskim, jednak nie czuła się tam dobrze. Po upływie roku szkolnego wyjechała na wakacje do domu i tam pozostała. W 1923 roku jej starsza siostra wyszła za mąż, ale na świat przyszedł jej brat, tak więc nie była jedynym dziedzicem gospodarstwa rodziców.

### Życie zakonne
W końcu Franciszek Nastał oznajmił córce, że nie chce jej widzieć w swoim domu i po 8 latach zabiegów Maria wstąpiła w dniu 31 grudnia 1925 roku do Zgromadzenia Sióstr Służebniczek Najświętszej Maryi Panny Niepokalanie Poczętej, zakonu założonego przez bł. Edmunda Bojanowskiego. Najpierw odbyła 3-miesięczny postulat; uczestniczyła we mszach świętych, odprawiała ćwiczenia duchowe, odmawiała wspólnie z siostrami modlitwy. 18 kwietnia 1926 roku nastąpiła ceremonia obłóczyn; Maria Nastał otrzymała imię Leonia i odtąd nosiła habit oraz welon. Następnie Leonia Nastał rozpoczęła 2-letni nowicjat, którego mistrzynią była s. Zofia Szmyd. Cieszyła się sympatią innych nowicjuszek. Umiała grać na fisharmonii i czasem zastępowała organistkę.
W lipcu 1927 roku, po ukończeniu pierwszego, kanonicznego roku nowicjatu, wyjechała na placówkę do Wyżnian koło Lwowa, w której miała dokładniej zapoznać się z pracami Zgromadzenia oraz obowiązkami swego powołania, a także rozeznać, czy będzie zdolna do zachowania ślubów zakonnych. W Wyżnianach s. Leonia opiekowała się sierotami z lokalnej ochronki dla dzieci w wieku przedszkolnym. Po trzech miesiącach została na trzy tygodnie skierowana do Biłki Szlacheckiej w charakterze organistki. Następnie, na polecenie przełożonych, w listopadzie 1927 roku s. Leonia udała się do Przemyśla, aby dokończyć edukację. Stamtąd wróciła do starowiejskiego domu zgromadzenia, aby przygotować się do trzyletnich ślubów zakonnych ubóstwa, czystości oraz posłuszeństwa i tamże je złożyła w dniu 23 kwietnia 1928 roku. W uroczystości wzięła udział najbliższa rodzina oprócz ojca.
Po złożeniu ślubów pozostała w Starej Wsi i przez 9 miesięcy uczyła się języka angielskiego, aby wyjechać do Stanów Zjednoczonych, gdzie Zgromadzenie od 1926 roku posiadało swoje placówki, i pracować na rzecz Polonii amerykańskiej. Do wyjazdu nie doszło, gdyż nie otrzymała wizy od konsulatu amerykańskiego. W listopadzie 1928 roku wyjechała do Przemyśla, aby kontynuować naukę i tam mieszkała do grudnia 1932 roku. 20 kwietnia 1931 roku, po ukończeniu pierwszej profesji, ponowiła w Starej Wsi śluby zakonne na drugie trzechlecie. 30 listopada 1932 roku eksternistycznie zdała maturę w X Męskim Gimnazjum Państwowym typu humanistycznego we Lwowie.
W grudniu 1932 roku udała się do Starej Wsi i przez kilka tygodni prowadziła wykłady z historii dla nowicjuszek, natomiast w styczniu 1933 pojechała do Poznania, gdzie opiekowała się siostrami uczestniczącymi w 6-tygodniowym kursie pedagogicznym. Uczyła je tam także języka polskiego i niemieckiego. Wówczas, z powodu złych warunków mieszkaniowych, wystąpiły u niej pierwsze objawy gruźlicy, która ówcześnie była chorobą śmiertelną. W marcu 1933 roku wyjechała do łódzkiej placówki Zgromadzenia i pomagała w pracy wychowawczej w domu dla sierot. 13 kwietnia 1934 roku s. Leonia złożyła profesję wieczystą na ręce przełożonej generalnej Eleonory Jankiewicz i w obecności kapelana i rodziców. We wrześniu 1934 roku ks. Kazimierz Schmelzer został jej kierownikiem duchowym. We wrześniu 1935 roku, za jego pozwoleniem zaczęła spisywać swoje przeżycia duchowe. W latach 1935–1937 przebywała z Poznaniu, gdzie zarządzała domem zakonnym i opiekowała się uczącymi się siostrami, których łącznie było 74. Z okresu jej pobytu w Poznaniu pochodzą jej zapiski dotyczące przeżyć mistycznych.

#### Pobyt w Szczawnicy i śmierć

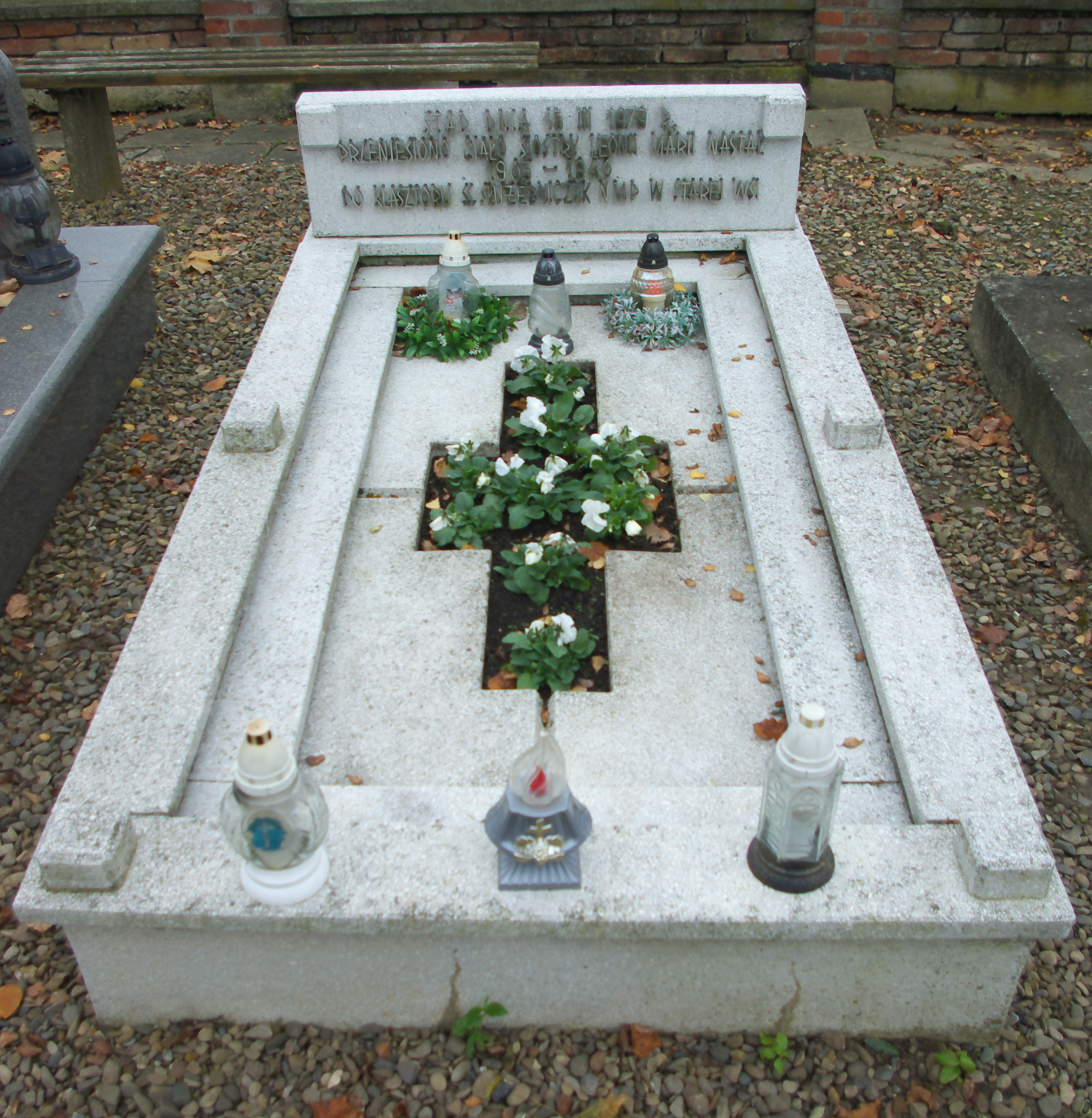
Pierwotny nagrobek siostry Nastał zachowany na cmentarzu w Starej Wsi

W drugiej połowie czwartej dekady XX wieku stan jej zdrowia zaczął się pogarszać. Po zdiagnozowaniu nacieków i zmian gruźliczych w płucach wyjechała w dniu 29 października 1937 roku na leczenie do Szczawnicy. Choroba wzbudziła jej radość i nadzieję na rychłe zjednoczenie z Jezusem Chrystusem. Przebywając na kuracji, s. Leonia oddała się przede wszystkim twórczości literackiej, ale pełniła też funkcję zakrystianki w kaplicy domowej, pomagała siostrom w codziennych pracach i prowadziła korespondencję swojej przełożonej. Służyła również do mszy świętych. Stan jej zdrowia stale się pogarszał, choroba zaatakowała przewód pokarmowy. W grudniu 1939 roku, przeczuwając zbliżającą się śmierć, s. Leonia przeniosła się za zgodą matki przełożonej ze Szczawnicy do Starej Wsi. W połowie grudnia na polecenie przełożonej generalnej zaczęła pisać swoją autobiografię, którą ukończyła w dniu 2 stycznia 1940 roku.
Zmarła około godziny 16:30 w dniu 10 stycznia 1940 roku w rodzinnej wsi. Została pochowana na miejscowym cmentarzu w dniu 13 stycznia. W 1979 roku ekshumowano szczątki i złożono je w krypcie domu macierzystego zgromadzenia w Starej Wsi.

## Proces beatyfikacyjny
Zgromadzenie Służebniczek w 1962 roku podjęło starania o beatyfikację s. Leonii. W grudniu 1969 roku biskup przemyski Ignacy Tokarczuk wniósł wotum do Stolicy Apostolskiej o rozpoczęcie procesu kognicyjnego. Kongregacja Spraw Kanonizacyjnych w dniu 9 stycznia 1976 roku ogłosiła dekret „Nihil obstat” pozwalający na rozpoczęcie procesu w diecezji, który został rozpoczęty 8 grudnia 1976. Po zakończeniu procesu kognicyjnego w dniu 15 września 1980, dokumenty zostały przesłane 31 października 1980 roku do Stolicy Apostolskiej. 13 marca 1998 roku Kongregacja Spraw Kanonizacyjnych wydała dekret ważności procesu kognicyjnego. Na przełomie czerwca i lipca 2006 roku ukończono redagowanie dokumentu Positio super vita et virtutibus dotyczący Służebnicy Bożej Leonii Nastał i złożono go w Sekretariacie Kongregacji Spraw Kanonizacyjnych w Rzymie. 2 grudnia 2016 Kongregacja Spraw Kanonizacyjnych na polecenie papieża Franciszka opublikowała dekret o heroiczności cnót s. Leonii. Odtąd przysługuje jej tytuł Czcigodnej Służebnicy Bożej.

## Duchowość
Przebywając z Poznaniu, Leonia Nastał doznała przeżyć mistycznych, w których Jezus Chrystus miał jej ukazać drogę prowadzącą do osiągnięcia świętości życia opartego na pokorze i nieograniczonej ufności Bogu. Początkowo Leonia Nastał wzorowała się na św. Teresie z Lisieux i jej dziecięctwie duchowym; później jednak główną ideą jej mistyki, zawartą w książce Uwierzyłam miłości, stało się tak zwane niemowlęctwo duchowe. Charakteryzować się ono miało pokorą, świadomością własnej niemocy i niezdolności do działania bez pomocy Boga, szczerością, prostotą, łagodnością, słodyczą i niewinnością. W jednym z listów pisała, że jej zdaniem „niemowlęctwo duchowe to najkrótsza droga do nieba”. Uznawała, iż niemowlęce poddanie się woli Bożej jest cenniejsze aniżeli własnowolne męczeństwo. Wszystko, co w życiu wewnętrznym głos Jezusa miał jej nakazać, konsultowała ze swoim spowiednikiem. 
Leonia Nastał miała doświadczać okresów „oschłości” duchowej oraz ekstaz. Zdarzało jej się wybuchać potokiem łez, których nie potrafiła powstrzymać. Dobrowolnie podejmowała praktyki ascetyczne: kilka razy w tygodniu pościła, stosowała dyscypliny, spała na drewnie, biczowała się. Umartwiała się także znosząc w milczeniu upokorzenia i awantury ze strony ojca, rezygnując z drobnych przyjemności oraz powstrzymując się od spożywania ulubionych potraw. Czyniła to dla wynagrodzenia Bogu własnych niedoskonałości i wyproszenia innym łask. Modlitwa, którą definiowała jako „przestawanie duszy z Bogiem”, była dla niej „najskuteczniejszym środkiem uświęcenia”. W młodości modliła się głównie na różańcu. Codziennie dokonywała rachunku sumienia. Do zachowania czystości zobowiązała się prywatnym ślubem jeszcze przed wstąpieniem do zakonu.
Leonia Nastał wywierała duży wpływ na siostry ze Zgromadzenia. Wedle świadectwa m. Eleonory Jankiewicz, swoją obecnością i zachowaniem przyczyniała się do podniesienia ich poziomu życia religijnego. Ojciec zakonnicy, choć początkowo kategorycznie sprzeciwiał się powołaniu córki, rozgoryczony jej decyzją nie uczestniczył w ceremonii obłóczyn i ślubów, w końcu pod jej wpływem nawrócił się i zaczął codziennie brać udział we mszy świętej i przyjmować komunię. 
Spośród świętych Pańskich szczególną cześć oddawała Matce Bożej oraz św. Józefowi, dwojgu patronom Zgromadzenia. Inspirowała się również św. Janem od Krzyża oraz Piotrem Semenenką. Mottem jej życia były słowa „Uwierzyłam Miłości Odwiecznej”. Jej ulubioną książką były Dzieje duszy św. Teresy.
Zdaniem Cecyliana Niezgody OFMConv., Leonia Nastał co najmniej dwukrotnie w swoim mistycznym życiu duchowym pomyliła się. W liście do swego kierownika duchowego, ks. Kazimierza Schmelzera, pisała: „Pan Jezus uzdrowi Przew. Ojca Duchownego, przyobiecał mi to, a już naprzód Mu podziękowałam”; ks. Schmelzer nie wyzdrowiał jednak. W liście miesiąc później napisała, iż Jezus obiecał uzdrowienie ks. Schmelzera, ale „odłożył spełnienie swojej obietnicy”. W innym przypadku, przed wybuchem II wojny światowej we wrześniu 1939 roku, była przekonana, że wojna nie nastąpi. W jednym z listów do swego kierownika wyrażała wątpliwość, czy sama czegoś nie dodaje do tego, co mówi jej „głos wewnętrzny”. Ks. Schmelzer był jednak przekonany, iż modlitwa Leonii Nastał była kontemplacją wlaną.

## Twórczość literacka
Leonia Nastał pisała wiersze, inscenizacje, przemówienia, utwory sceniczne i referaty; były one wykorzystywane dla celów wychowawczych, a także w rozmaitych uroczystościach kościelnych i w działalności edukacyjnej sióstr ze Zgromadzenia Sióstr Służebniczek Najświętszej Maryi Panny Niepokalanie Poczętej. Pisała na zamówienie, najczęściej dla sióstr albo osób zajmujących się pracą edukacyjno-wychowawczą. Jej twórczość literacka była źródłem wiedzy religijnej, poruszała w niej także problemy wychowania moralnego. W swoich utworach uczyła miłości bliźniego, uprzejmości, szacunku wobec starszych i upośledzonych, a także patriotyzmu i poszukiwania Boga w przyrodzie i innych ludziach. Pisała także dla „Róży Duchownej”, lwowskiego czasopisma poświęconego bractwom różańcowym.
Pisma Leonii Nastał dzielą się na trzy grupy: różne gatunkowo utwory edukacyjne, listy oraz zapiski dotyczące jej życia wewnętrznego. Do trzeciej grupy pism należą Notatki rekolekcyjne obejmujące lata 1926–1934, prowadzony na polecenie spowiednika, o. Wojciecha Trubaka, Dziennik duchowny w ośmiu kolejnych zeszytach obejmujących lata 1934–1939 oraz Historia powołania, będąca esejem autobiograficznym napisanym niedługo przed śmiercią na polecenie przełożonej generalnej Eleonory Jankiewicz. Jej spuścizna literacka zawiera 1620 stron maszynopisu. Osobiste notatki siostry Leonii, stanowiące obraz jej życia wewnętrznego, obejmują 391 stron maszynopisu. Listy pisane do spowiednika, współsióstr i innych osób obejmują 505 stron maszynopisu.

## Publikacje i utwory
Jest autorką kilku publikacji, tłumaczonych również na inne języki:
- Leonia Maria Nastał, Wincenta Jadwiga Jaroszewska (pod red. Joachima Romana Bara): Wybór pism Leonii Marii Nastał i Wincenty Jadwigi Jaroszewskiej. Warszawa: Akademia Teologii Katolickiej, 1981. OCLC 312548067. Brak numerów stron w książce
- Leonia Nastał (Stanisław Maria Kałdon): Nowenna do Dzieciątka Jezus z rozważaniami Sługi Bożej s. Leonii Nastał - służebniczki: O niemowlęctwie duchowym. Kraków: Wydawnictwo Św. Antoniego, 1995. ISBN 83-85880-44-5. OCLC 749304835. Brak numerów stron w książce
- Leonia Maria Nastał: Uwierzyłam Miłości. Wyd. 1. Stara Wieś: Poligrafia Wyższego Seminarium Duchownego w Rzeszowie, 2000. ISBN 83-88120-18-2. Brak numerów stron w książce
- Leonia Nastał: Różaniec ze Sługą Bożą s. Leonią Nastał: (fragmenty Dziennika). Stara Wieś: Poligrafia Wyższego Seminarium Duchownego w Rzeszowie, 2003. ISBN 83-89326-41-8. OCLC 749273470. Brak numerów stron w książce
- Leonia Nastał (tłum. Teofila Szymańska): I believed in God's eternal love. Stara Wieś: Poligrafia Wyższego Seminarium Duchownego w Rzeszowie, 2003. ISBN 83-89326-37-X. OCLC 749568112. (ang.). Brak numerów stron w książce
- Leonia Nastał: Łaski z nieba: uzdrowienie z choroby, dar macierzyństwa, pomoc w nauce i inne otrzymują za wstawiennictwem Sł. Bożej s. Leonii Marii Nastał. 2003. ISBN 83-89326-10-8. OCLC 749276579. Brak numerów stron w książce
- Leonia Nastał (Stanisław Maria Kałdon): Nabożeństwo do Dzieciątka Jezus: z rozważaniami "O niemowlęctwie duchowym" sługi Bożej s. Leonii Nastał - służebniczki. Kraków: Wydawnictwo M, 2008. ISBN 978-83-7595-089-2. OCLC 297850677. Brak numerów stron w książce
- Léonie-Marie Nastał: J'ai cru à l'amour: journal spirituel. Hauteville: Ed. du Parvis, 2014. ISBN 978-2-88022-366-3. OCLC 1040997229. (fr.). Brak numerów stron w książce
- Leonia Maria Nastał: Bohaterka. Stara Wieś[c].